# Academia Paulista de Contabilidade

A Academia Paulista de Contabilidade foi fundada no ano de 1952, em São Paulo, pelo professor Francisco D´Áuria como Presidente, ladeado pelo professor Armando Aloe como Secretário e pelo professor Paulino Baptista Conti como Tesoureiro. 
Após longo hiato, a Academia foi reestabelecida em 2010-2011 por Domingos Orestes Chiomento.

## Predecessores

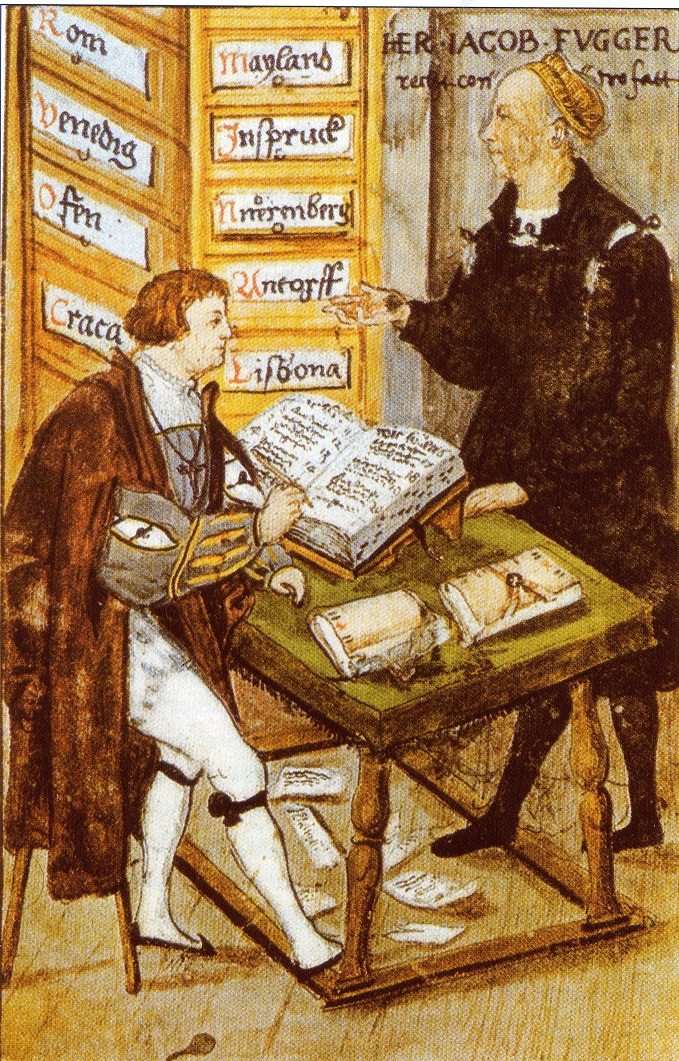
Jakob Fugger, com seu principal contador M.Schwartz

A primeiraAcademia de Ciências Contábeis do mundo surgiu em 1813, "L`academia degli Logismofili" (Academia dos Logismográfos), que depois foi chamada de "Academia Nazionale della Ragioneria", em Bolonha, Itália. 
No Brasil, a Academia Mineira de Ciências Contábeis foi a primeira a ser criada, em 1950. 
Em 18 de novembro de 1980, foi fundada a Academia Brasileira de Ciências Contábeis, na cidade de Curitiba, Paraná. 

## Membros
Esta lista contém as 50 cadeiras e seus respectivos patronos, fundadores e sucessores de acordo com a listagem oficial da Academia Paulista de Contabilidade. 
| Cadeira | Patrono                                | Fundador                            | Sucessores                              |
| ------- | -------------------------------------- | ----------------------------------- | --------------------------------------- |
| 1       | Paulino Baptista Conti                 | Luiz Antonio Balaminut              |                                         |
| 2       | Frederico Herrmann Júnior              | Mauro Fernando Gallo                |                                         |
| 3       | Mílton Improta                         | Pedro Augusto de Melo               |                                         |
| 4       | Henrique Dante d'Áuria                 | Ana Maria Elorrieta                 |                                         |
| 5       | Januário Sylvio Pezzotti               | Gildo Freire de Araújo              |                                         |
| 6       | Coriolano Mugnaini Martins             | Charles Barnsley Holland            |                                         |
| 7       | Carmello Mancuso Sobrinho              | Luiz Bertasi Filho                  | - Elizabeth Castro Maurenza de Oliveira |
| 8       | José da Costa Boucinhas                | Telma Tibério Gouveia               |                                         |
| 9       | Annibal de Freitas                     | Silvio Lopes Carvalho               |                                         |
| 10      | Hirondel Simões Luders                 | José Donizete Valentina             |                                         |
| 11      | José Caetano dos Santos Mascarenhas    | Eduardo Augusto Rocha Pocetti       |                                         |
| 12      | Antonio Ítalo Zanin                    | Masayuki Nakagawa                   | - José Carlos Marion                    |
| 13      | Joaquim Monteiro de Carvalho           | Claudio Avelino Mac-Knight Filippi  |                                         |
| 14      | Pedro Ítalo Rigitano                   | Valmir Leôncio da Silva             |                                         |
| 15      | Antonio Peres Rodrigues Filho          | Raul Corrêa da Silva                |                                         |
| 16      | João Batista Fernandes                 | Jorge Luiz Canabarro Menegassi      |                                         |
| 17      | Atílio Amatuzzi                        | Fernando Dantas Alves Filho         |                                         |
| 18      | Antonio Barone                         | João Aleixo Pereira                 |                                         |
| 19      | Oscar Castelo Branco                   | Odilon Luiz de Oliveira             |                                         |
| 20      | Mário Franzolin                        | José Homero Adabo                   |                                         |
| 21      | Ataliba Amadeu Sevá                    | José Serafim Abrantes               |                                         |
| 22      | Belmiro Nascimento Martins             | Clóvis Ailton Madeira               |                                         |
| 23      | Pedro Pedreschi                        | Tikara Tanaami                      | - vaga                                  |
| 24      | Fernando Contro                        | Walter Arnaldo Andreoli             |                                         |
| 25      | Aúthos Pagano                          | Ernesto Rubens Gelbcke              |                                         |
| 26      | Mário Morandi                          | Edison Castilho                     |                                         |
| 27      | Acácio de Paula Leite Sampaio          | Alexandre Sanches Garcia            |                                         |
| 28      | Álvaro Ayres Couto                     | Sergio Prado de Mello               |                                         |
| 29      | Licurgo do Amaral Campos               | Sérgio Roberto Monello              |                                         |
| 30      | Domingos D'Amore                       | Joaquim Carlos Monteiro de Carvalho |                                         |
| 31      | Clodomiro Furquim de Almeida           | Antonio Carlos Bordin               |                                         |
| 32      | Antonio Luiz Sarno                     | Silvio Simonaggio                   |                                         |
| 33      | Américo Ferdinando Furlanetto          | Luiz Fernando Nóbrega               |                                         |
| 34      | Ernani Calbucci                        | Antoninho Marmo Trevisan            |                                         |
| 35      | Luiz Fernando Mussolini                | Luiz Antonio Arthuso                |                                         |
| 36      | Iris Miguel Rotundo                    | Jose Rojo Alonso                    | - Angela Zechinelli Alonso              |
| 37      | Emílio do Amaral Ribeiro de Figueiredo | José Antônio de Godoy               |                                         |
| 38      | Hilário Franco                         | Irineu De Mula                      |                                         |
| 39      | Ynel Alves de Camargo                  | José Vanderlei Masson dos Santos    |                                         |
| 40      | Horácio Berlinck Cardoso               | Artemio Bertholini                  |                                         |
| 41      | Cássio José de Toledo                  | Victor Domingos Galloro             |                                         |
| 42      | Américo Oswaldo Campiglia              | Mauro Manoel Nóbrega                |                                         |
| 43      | Philomeno Joaquim da Costa             | Domingos Orestes Chiomento          |                                         |
| 44      | Emílio Bacchi                          | Eurípedes Sales                     |                                         |
| 45      | Alfredo Anders                         | José Aref Sabbagh Esteves           |                                         |
| 46      | Armando Aloe                           | Edison Arisa Pereira                |                                         |
| 47      | José Foresti                           | José Joaquim Boarin                 | - João Miguel da Silva                  |
| 48      | José Geraldo de Lima                   | Hatiro Shimomoto                    |                                         |
| 49      | José Scaciota                          | José Joaquim Boarin                 | - Jorge Roberto Manoel                  |
| 50      | Francisco d'Áuria                      | Adriano Gilioli                     |                                         |